# Cầu khỉ

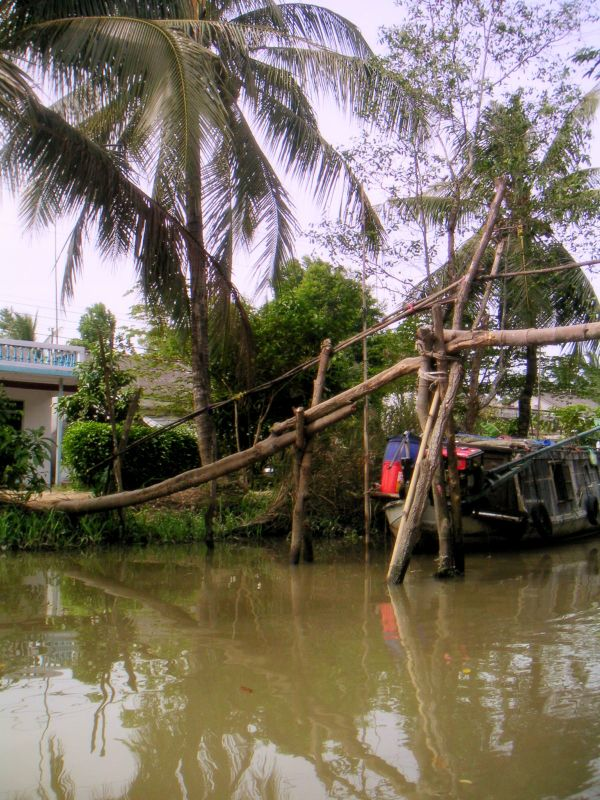
Cầu khỉ.

Cầu khỉ là một loại cầu được làm rất đơn sơ bằng đủ loại chất liệu (thường thì bằng cây tre, dừa, phi lao) dùng để bắc qua kênh rạch để cho người qua lại.
Những cây cầu này có hoặc không có tay vịn, rất khó đi và nguy hiểm đối với những người không quen sử dụng. Những người quen dùng thì có thể gánh/khoác/đội một khối lượng cỡ 20–50 kg để đi qua cầu (tất nhiên phải tự ước lượng sức chịu tải của cầu kẻo gãy cầu).
Người ta hình dung chỉ có những con khỉ hay leo trèo mới có thể đi được, nên đặt tên là cầu khỉ. Một ý kiến khác cho rằng chính dáng người đi lom khom như con khỉ của khách bộ hành đã khiến chiếc cầu mang cái tên này. Ngoài ra, nó còn được gọi là cầu dừa (nếu được làm bằng cây dừa) hay cầu tre (nếu được làm bằng tre).

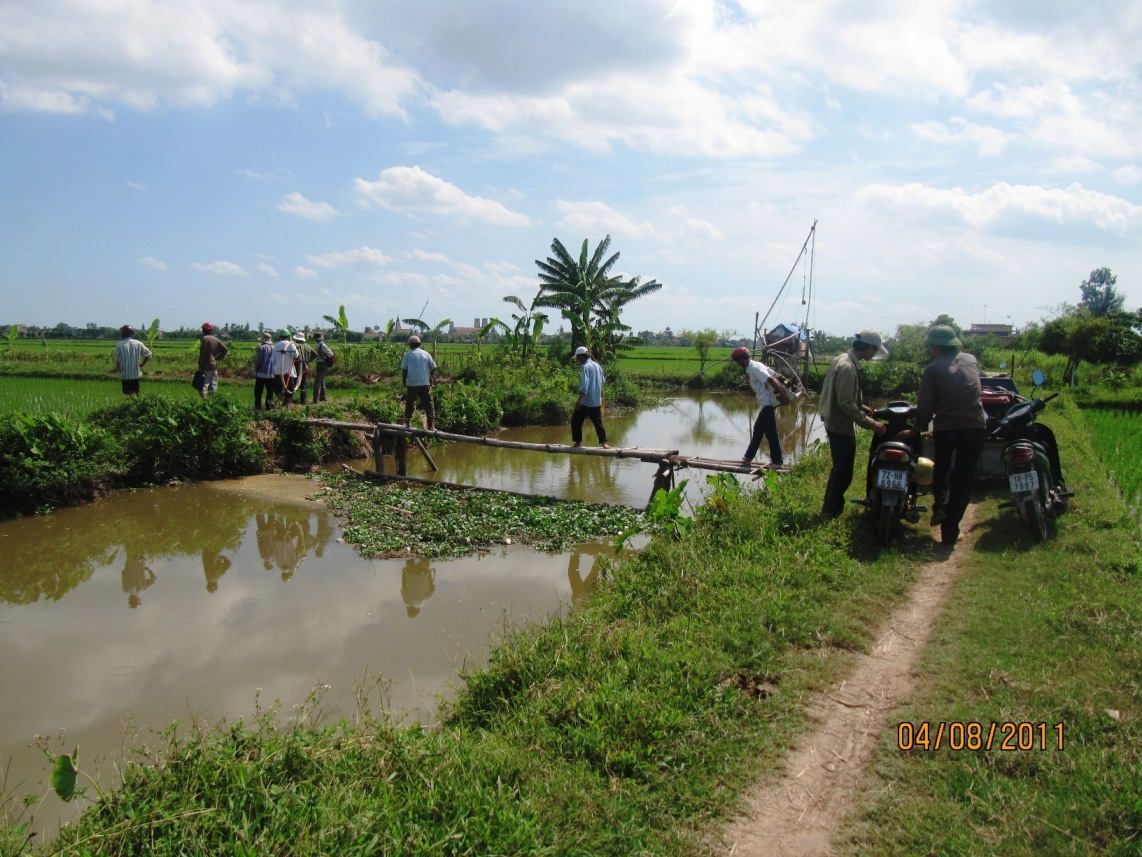
Cầu thô sơ không có tay vịn, ở xã ven biển Giao An huyện Giao Thủy, tỉnh Nam Định.

## Phân bố
Loại cầu này hiện còn rất phổ biến ở vùng Đồng bằng sông Cửu Long, vì ở đây có hệ thống kênh rạch chằng chịt.
Tại vùng ven biển Đồng bằng sông Hồng, như các huyện Giao Thủy, Hải Hậu,... (tỉnh Nam Định) hay Tiền Hải (tỉnh Thái Bình) hiện cũng có, chủ yếu phục vụ người qua lại khi chăm sóc lúa trên đồng.
Tại các vùng núi cầu khỉ vẫn đang hiện diện trên các đường mòn xuyên rừng lên nương rẫy. Khi gặp suối người ta hạ một vài cây gỗ có thể dài đến 25 m, đặt lên để đi qua tránh ướt và qua được suối khi có nước lũ. Tuy nhiên giới chức và giới truyền thông gần như không đi vào những con đường này nên không ghi nhận sự tồn tại của nó.
Trước năm 1960, cầu khỉ cũng rất phổ biến ở miền bắc. Nó xuất hiện tự nhiên theo những con đường của giao thông đi bộ, khi gặp kênh rạch thì bắc cầu để khỏi phải lội nước.

## Xây dựng và sử dụng cầu khỉ

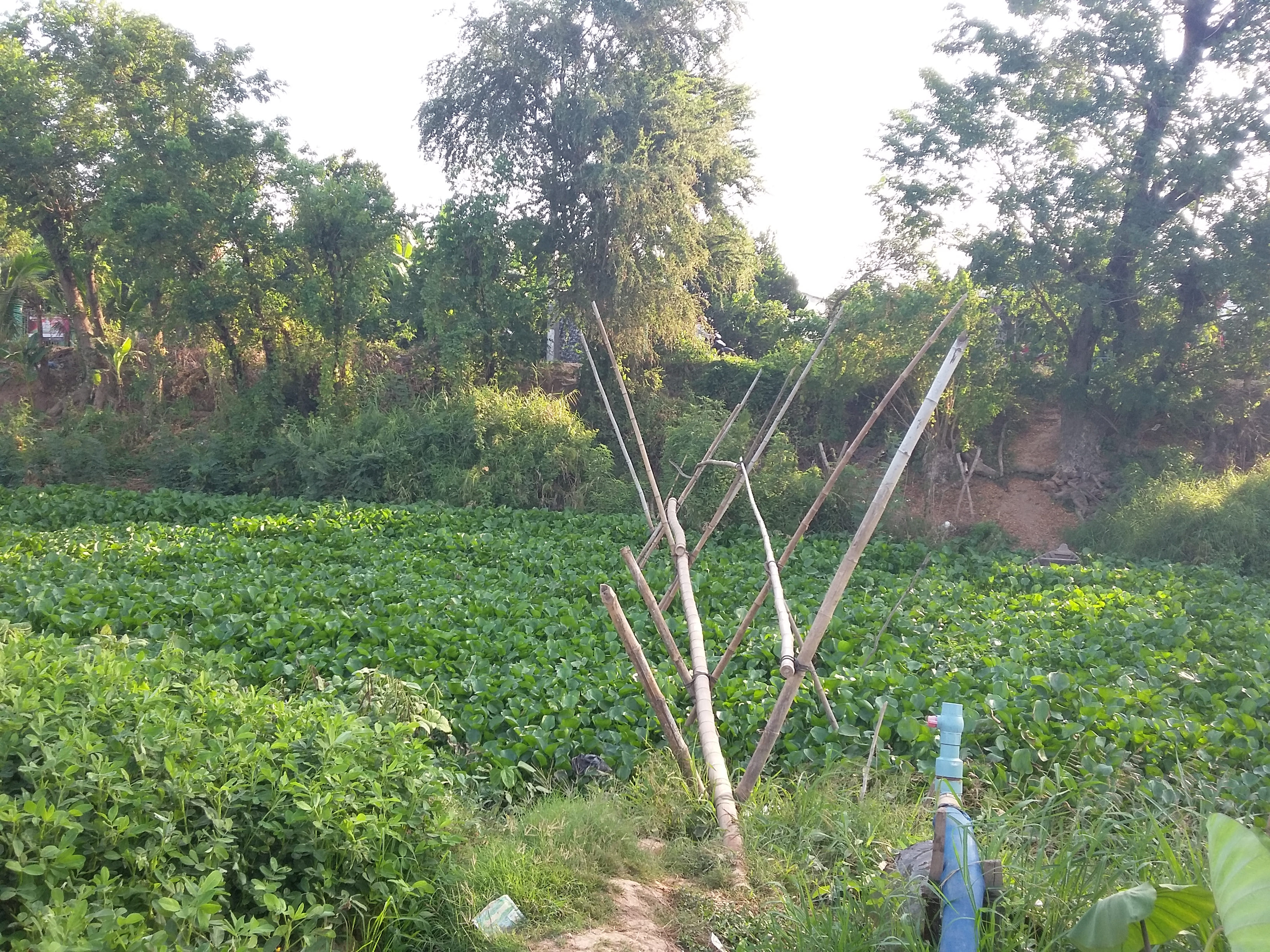
Cầu khỉ ở ấp Phú Thạnh, xã Phú Hữu, An Phú.

Vị trí bắc được cầu khỉ là nơi nước nông và nước không chảy mạnh. Mức độ chắc chắn của cầu thường ứng với độ sâu nước và nhu cầu qua lại: Nếu nhiều người đi thì phải chắc chắn hơn; đặc biệt nếu có trẻ em đi học thì cần có thanh tay vịn thấp. Vật liệu thường dùng là tre, luồng, lồ ô, cau, dừa, phi lao,... đã qua ngâm bùn thối để chậm bị hủy/ải.
- Tại nơi nước cạn dưới 1,5 m do thủy triều rút, mùa khô,... thì lội xuống và đóng các cọc chân cầu, buộc níu hoặc đục lỗ và lắp chốt tre, rồi đặt thanh cầu. Sau đó đặt các thanh tay vịn.
- Tại nơi nước sâu hơn nhưng không quá 2,5 m, thì dùng thuyền đóng cọc. Cầu này cần vật liệu tốt hơn, như cây dừa, phi lao, thanh gỗ lim,... Mặt khác, thanh cây ở giữa cầu không buộc chặt, được gọi là cây "quá giang", để ghe thuyền qua lại thì nhấc lên mà đi. Nếu nhiều ghe xuồng qua lại, thì đoạn quá giang có thể làm cao vượt lên (như trong ảnh 1), để phần nhiều ghe thuyền chui được qua cầu.
- Tại nơi nước sâu quá 2,5 m, hoặc nơi có nhu cầu qua lại nhiều, thì thường không làm cầu khỉ thật sự, mà làm cầu tre hoặc gỗ rộng cỡ 1 m, không có lan can tay vịn, bắc cao 3 m so với mực nước thường có, để ghe thuyền qua lại bên dưới. Nếu bề mặt cầu lát bằng thanh tre gỗ đặt ngang và phủ một ít đất cho phẳng, thì những người đủ can đảm và khéo léo có thể đi xe đạp, xe máy qua cầu. Nếu nhu cầu qua lại không lớn, làm cầu tốn kém thì để ghe đò chở.

Cầu làm xong thì không có hướng dẫn sử dụng để có thể "đọc kỹ trước khi dùng". Mọi người phải tự tìm cách mà làm quen. Trẻ em bắt đầu làm quen bằng cách tụ tập lên cầu rồi nhảy xuống kênh mà bơi nếu không đứng vững được trên cầu, và là trò vui khá hấp dẫn của tuổi thơ. Người lớn thì gồng gánh, vác đồ, vác hoặc đi xe đạp,... qua cầu, tìm cách tránh ngã để chứng tỏ là dân miệt vườn thứ thiệt.
Nếu phải vận chuyển nhiều đồ, hoặc không muốn người và đồ bị té ướt, thì dùng ghe xuồng chứ không qua cầu.
Tất nhiên nếu chưa làm quen, đặc biệt là "chân guốc cao gót" thì lên cầu phải có ai đó đỡ giùm, kẻo té như chơi. Nói chung thì giới không có thời làm quen với cầu khỉ, nên khi lên cầu tất phải tìm đến "tay vịn", và khi đó luôn phải người cong lại.

## Cầu khỉ cáp treo
Sự xuất hiện của cáp thép giá hạ đã dẫn đến việc người dân tự chế ra hệ thống cáp vượt sông suối, thay thế cho cầu khỉ bằng tre gỗ. Dạng cáp vượt sông này có mặt ở cả vùng đồng bằng và miền núi Việt Nam. Ưu điểm của nó là rẻ, chở nặng hơn, vượt được suối lớn, bền hơn đồ tre gỗ. Tuy nhiên sử dụng chúng đòi hỏi đến một chút mạo hiểm.
Kênh truyền hình National Geographic Channel cũng đã có phóng sự về "hệ thống cáp vượt sông" của người dân ở Vân Nam, Trung Quốc ở cao hàng trăm mét trên lòng khe suối. Một clip thì giới thiệu và cáp treo ở Nepal .
Quy mô xây dựng hệ thống cáp này khác nhau theo sông ngòi.
- Mức đơn giản nhất, là cáp thấp, có kèm được máng cho người đứng, như ở đồng bằng, ví dụ ở An Phú tỉnh An Giang [3].
- Cáp cao trung bình, có kèm được máng cho người đứng, ở miền núi vượt suối rộng, ví dụ ở huyện Đức Cơ tỉnh Gia Lai [4].
- Cáp rất cao, người và đồ vật đưa qua sông phải treo vào con chạy để kéo đẩy, ví dụ ở xã Phú Sơn, Bù Đăng tỉnh Bình Phước [5].

## Cầu khỉ trong văn thơ
Hình ảnh cây cầu dừa và cây cầu tre đã đi vào câu hát lời ru, thí dụ như:
-Ầu...ơ... Ví dầu cầu ván đóng đinh, 
Cầu tre lắt lẻo rập rình khó đi...
-Đã lâu lắm rồi em về thăm lại chốn xưa
Đã lâu lắm rồi em về đi qua cầu dừa.
Cầu dừa trơn trợt lắm em ơi, 
Ai mà không khéo té như chơi,
Môi son má hồng chân guốc cao gót, 
Làm sao qua cầu dừa......
(trích lời nhạc "Cây cầu dừa" của nhạc sĩ Hàn Châu)
Cầu khỉ đã được tạp chí Travel + Leisure xếp vào danh sách các cây cầu nguy hiểm nhất thế giới.

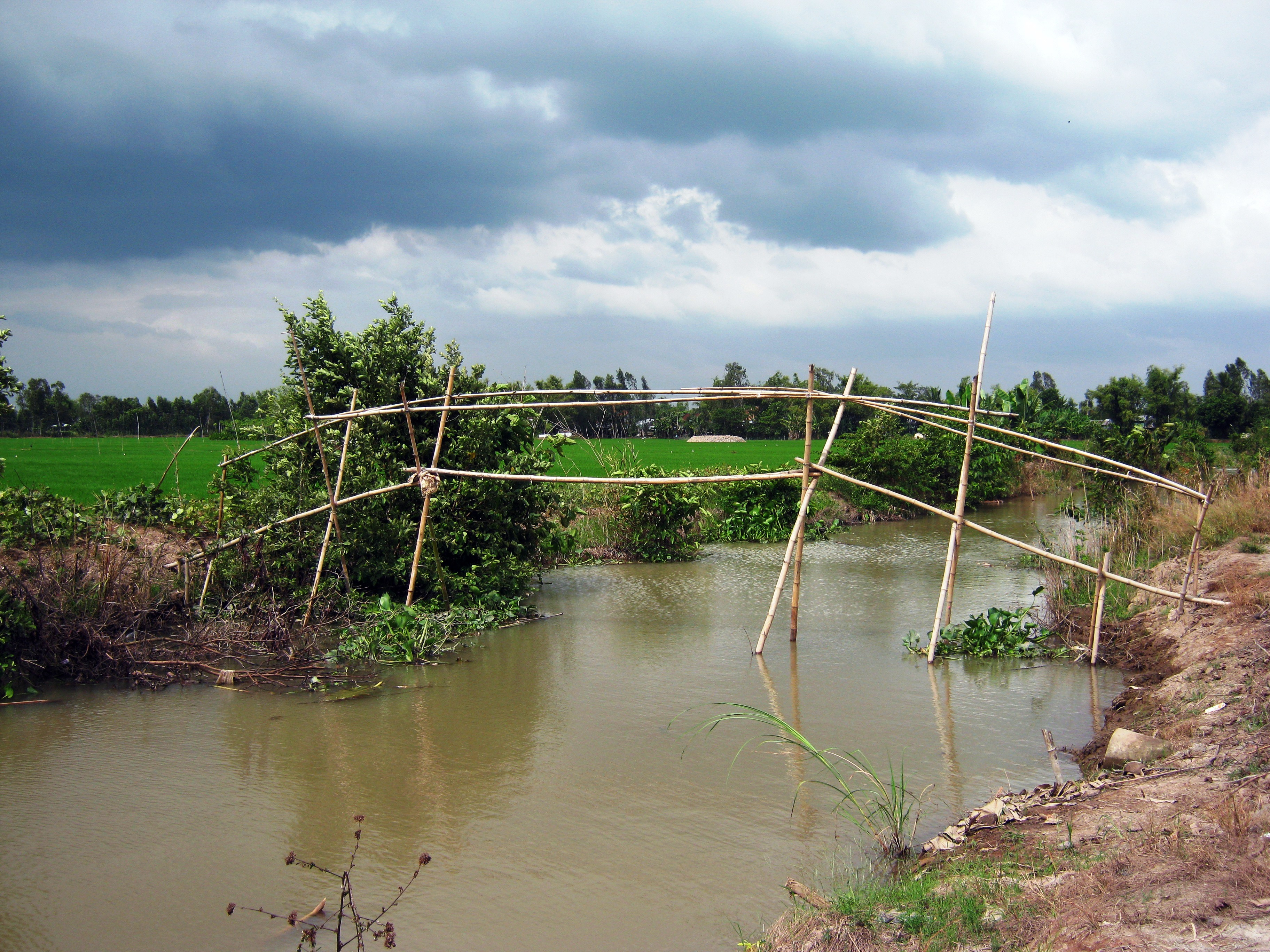
Cầu khỉ làm bằng tre.
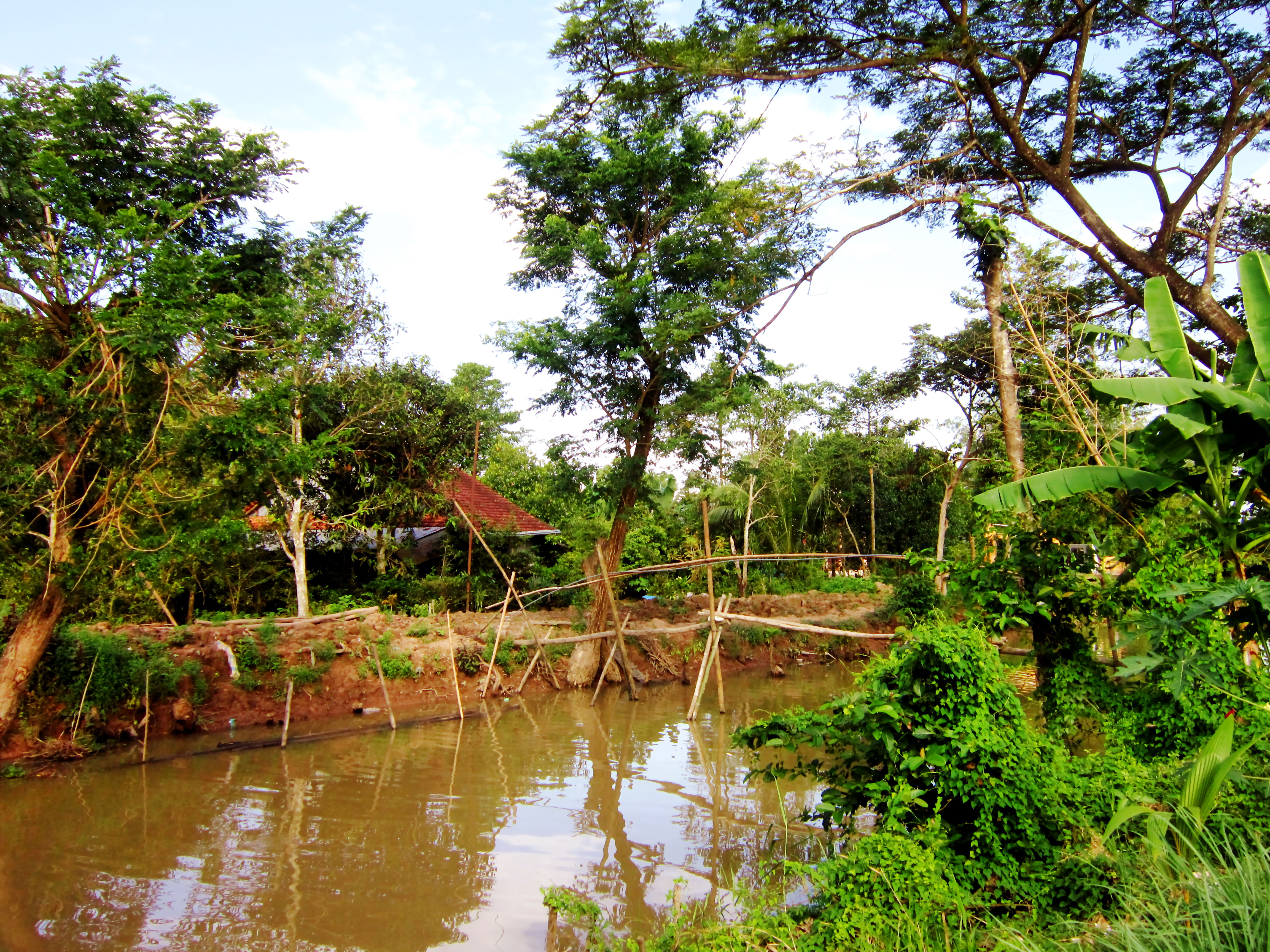
Cầu khỉ làm bằng cây gỗ tạp.
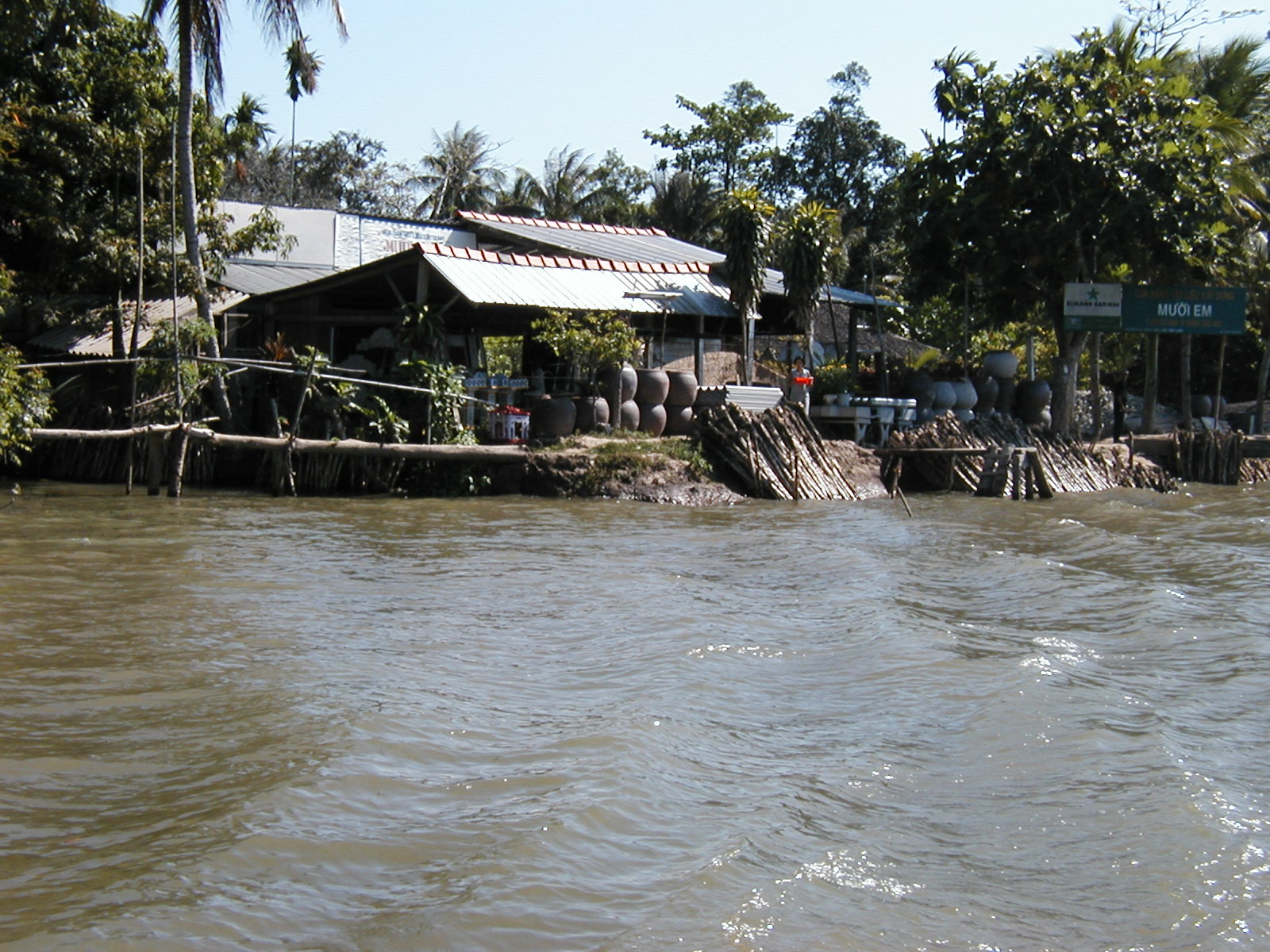
Cầu khỉ và xưởng mắm cá trên bờ sông Tiền ở Bình Đại, Bến Tre.

## Cuộc thi đi cầu khỉ
Cầu khỉ đã một thời ăn sâu vào văn hóa thời nông nghiệp tự cấp, và mất dần khi xã hội phát triển.
Tại vùng đã công nghiệp hóa thì để nhớ lại hương vị của cầu khỉ, có nơi đã dựng cầu và tổ chức thi đi xe đạp qua cầu khỉ, như cuộc thi của do Đoàn TNCS phường Nghi Hương, thị xã Cửa Lò, Nghệ An tổ chức . Năm 2017 tại một khu du lịch ở Bến Tre cũng có cuộc thi như vậy 